# U Obecního domu
Ulice U Obecního domu na Starém Městě v Praze vede od křižovatky ulic Králodvorská, Rybná a U Prašné brány na Náměstí Republiky. Nazvána je podle Obecního domu, budova kterého tvoří jižní část ulice. Severní část tvoří hotel Paříž a hotel King's Court (Králův dvůr).

## Historie anázvy
Ve středověku byl v prostorech ulice královský dvůr Václava IV. (1378–1419), císaře Zikmunda (1368–1437), Albrechta II. Habsburského (1397–1439), Ladislava Pohrobka (1440–1457), Jiřího z Poděbrad (1420–1471) a Vladislava Jagellonského (1456–1516). Názvy ulice se měnily:
- původně – „Lvovská“ podle města Lvov na Ukrajině, které bylo v té době hlavním městem rakouské Haliče
- začátkem 20. století – „Pařížská“ podle hotelu Paříž, který byl v ulici dokončen v roce 1904
- od roku 1927 – „U Obecního domu“.

## Budovy, firmy a instituce
- hotel Paříž – U Obecního domu 1[3]
- Obecní dům – U Obecního domu 2[4]
- hotel King's Court – U Obecního domu 3[5]